# Kim Na-ri
Kim Na-ri (koreanisch 김나리; * 4. April 1990) ist eine südkoreanische Tennisspielerin.

## Karriere
Kim gewann bisher fünf Einzel- und 35 Doppeltitel auf Turnieren des ITF Women’s Circuit.
2010 trat sie erstmals für die südkoreanische Billie-Jean-King-Cup-Mannschaft an; ihre Billie-Jean-King-Cup-Bilanz weist bislang 13 Siege bei 14 Niederlagen aus.

## Turniersiege

### Einzel
| Nr. | Datum              | Turnier  | Kategorie   | Belag     | Finalgegnerin  | Ergebnis            |
| --- | ------------------ | -------- | ----------- | --------- | -------------- | ------------------- |
| 1.  | 28. Juni 2009      | Gimcheon | ITF $10.000 | Hartplatz | Chang Kyung-mi | 6:4, 6:75, 6:2      |
| 2.  | 12. Juli 2009      | Sunchang | ITF $10.000 | Hartplatz | Lee Jin-a      | 6:76, 7:5, 3:0 ret. |
| 3.  | 30. Mai 2010       | Goyang   | ITF $25.000 | Hartplatz | Lee Jin-a      | 6:4, 6:4            |
| 4.  | 23. August 2015    | Gimcheon | ITF $10.000 | Hartplatz | Kyōka Okamura  | 6:0, 6:4            |
| 5.  | 11. September 2016 | Yeongwol | ITF $10.000 | Hartplatz | Zhao Di        | 6:2, 6:2            |

### Doppel
| Nr. | Datum              | Turnier       | Kategorie   | Belag             | Partnerin              | Finalgegnerinnen                            | Ergebnis          |
| --- | ------------------ | ------------- | ----------- | ----------------- | ---------------------- | ------------------------------------------- | ----------------- |
| 1.  | 17. Oktober 2011   | Seoul         | ITF $25.000 | Hartplatz         | Kang Seo-kyung         | Kim Ji-young Yoo Mi                         | 5:7, 6:1, [10:7]  |
| 2.  | 26. November 2012  | Bangkok       | ITF $10.000 | Hartplatz         | Lee Ye-ra              | Napatsakorn Sankaew Yang Chia-hsien         | 6:1, 4:6, [10:7]  |
| 3.  | 10. Juni 2013      | Gimcheon      | ITF $10.000 | Hartplatz         | Lee Ye-ra              | Jang Su-jeong Riko Sawayanagi               | 6:3, 6:3          |
| 4.  | 25. August 2014    | Yeongwol      | ITF $10.000 | Hartplatz         | Lee Hye-min            | Kang Seo-kyung Hong Seung-yeon              | 4:6, 6:4, [11:9]  |
| 5.  | 20. Dezember 2014  | Hongkong      | ITF $10.000 | Hartplatz         | Choi Ji-hee            | Nozomi Fujioka Mami Hasegawa                | 6:3, 6:2          |
| 6.  | 14. März 2015      | Jiangmen      | ITF $10.000 | Hartplatz         | Choi Ji-hee            | Lee Pei-chi Li Yihong                       | 4:6, 6:2, [11:9]  |
| 7.  | 28. Juni 2015      | Gwangju       | ITF $10.000 | Hartplatz         | Choi Ji-hee            | Hong Seung-yeon Kim Ju-eun                  | 6:1, 1:6, [10:5]  |
| 8.  | 23. August 2015    | Gimcheon      | ITF $10.000 | Hartplatz         | Choi Ji-hee            | Jung So-hee Park Sang-hee                   | 6:3, 6:2          |
| 9.  | 13. Dezember 2015  | Hongkong      | ITF $10.000 | Hartplatz         | Han Sung-hee           | Emma Laine Yukina Saigō                     | 3:6, 6:3, [10:8]  |
| 10. | 10. September 2016 | Yeongwol      | ITF $10.000 | Hartplatz         | Yu Min-hwa             | Jung So-hee Park Sang-hee                   | 7:62, 6:2         |
| 11. | 24. Dezember 2016  | Navi Mumbai   | ITF $25.000 | Hartplatz         | Choi Ji-hee            | Swjatlana Piraschenka Anastassija Pribylowa | 7:5, 6:1          |
| 12. | 3. September 2017  | Yeongwol      | ITF $15.000 | Hartplatz         | Lee Pei-chi            | Choi Ji-hee Kang Seo-kyung                  | 6:2, 6:2          |
| 13. | 10. September 2017 | Yeongwol      | ITF $15.000 | Hartplatz         | Lee Pei-chi            | Kim Dabin Lee So-ra                         | 6:1, 7:5          |
| 14. | 25. September 2017 | Hua Hin       | ITF $25.000 | Hartplatz         | Anastassija Piwowarowa | Natalija Kostić Michika Ozeki               | 6:4, 6:2          |
| 15. | 17. März 2018      | Toyota        | ITF $25.000 | Hartplatz         | Choi Ji-hee            | Rika Fujiwara Dalma Gálfi                   | 6:2, 6:3          |
| 16. | 24. März 2018      | Nishitama-gun | ITF $15.000 | Hartplatz         | Lee So-ra              | Chisa Hosonuma Kanako Morisaki              | 6:4, 7:5          |
| 17. | 20. Mai 2018       | Incheon       | ITF $25.000 | Hartplatz         | Na-Lae Han             | Kai-Chen Chang Hsu Ching-wen                | 5:0 Aufg.         |
| 18. | 27. Mai 2018       | Changwon      | ITF $25.000 | Hartplatz         | Lee So-ra              | Kim Da-bin Yu Min-hwa                       | 6:1, 6:1          |
| 19. | 8. Juli 2018       | Naiman-Banner | ITF $25.000 | Hartplatz         | Kang Jiaqi             | Jiang Xinyu Tang Qianhui                    | 6:74, 6:4, [10:5] |
| 20. | 27. Oktober 2018   | Nanning       | ITF $25.000 | Hartplatz         | Ye Qiuyu               | Feng Shuo Guo Hanyu                         | 6:3, 6:0          |
| 21. | 18. August 2019    | Huang Shan    | ITF W25     | Hartplatz         | Su Jeong Jang          | Eudice Chong Ye Qiuyu                       | 7:5, 6:1          |
| 22. | 1. September 2019  | Yeongwol      | ITF W15     | Hartplatz         | Jeong Su-nam           | Rina Saigō Yukina Saigō                     | 6:4, 6:3          |
| 23. | 8. September 2019  | Yeongwol      | ITF W15     | Hartplatz         | Hong Seung-yeon        | Tamachan Momkoonthod Watsachol Sawatdee     | 5:7, 7:65, [11:9] |
| 24. | 2. September 2023  | Yeongwol      | ITF W15     | Hartplatz         | Kim Da-bin             | Kim Da-hye Demi Tran                        | 6:2, 7:5          |
| 25. | 9. September 2023  | Yeongwol      | ITF W15     | Hartplatz         | Kim Da-bin             | Back Da-yeon Jeong Bo-young                 | 6:2, 6:3          |
| 26. | 29. Juni 2024      | Tianjin       | ITF W15     | Hartplatz         | Kim Da-bin             | Xun Fangying Yuan Chengyiyi                 | 6:2, 6:1          |
| 27. | 8. März 2025       | Ma’anshan     | ITF W15     | Hartplatz (Halle) | Ye Qiuyu               | Lu Jingjing Xun Fangying                    | 6:4, 6:1          |
| 28. | 22. März 2025      | Nonthaburi    | ITF W15     | Hartplatz         | Punnin Kovapitukted    | Patcharin Cheapchandej Kamonwan Yodpetch    | 6:4, 6:75, [10:7] |
| 29. | 29. März 2025      | Nonthaburi    | ITF W15     | Hartplatz         | Punnin Kovapitukted    | Lunda Kumhom Kamonwan Yodpetch              | 6:3, 6:0          |
| 30. | 12. April 2025     | Wuning        | ITF W15     | Hartplatz         | Ye Qiuyu               | Viktória Morvayová Ren Yufei                | 6:2, 7:5          |
| 31. | 19. April 2025     | Wuning        | ITF W15     | Hartplatz         | Ye Qiuyu               | Wang Jiaqi Xu Jiayu                         | 6:2, 6:4          |
| 32. | 12. Juli 2025      | Ma’anshan     | ITF W15     | Hartplatz (Halle) | Im Heerae              | Hou Yanan Wang Jiayi                        | 6:1, 6:1          |
| 33. | 19. Juli 2025      | Nakhon Pathom | ITF W15     | Hartplatz         | Ye Qiuyu               | Haruna Arakawa Natsumi Kawaguchi            | 6:3, 6:2          |
| 34. | 26. Juli 2025      | Nakhon Pathom | ITF W15     | Hartplatz         | Ye Qiuyu               | Thasaporn Naklo Bunyawi Thamchaiwat         | 6:2, 6:3          |
| 35. | 2. August 2025     | Nakhon Pathom | ITF W35     | Hartplatz         | Ye Qiuyu               | Salakthip Ounmuang Kamonwan Yodpetch        | 6:4, 4:6, [10:5]  |